# Балабки
Балабки — поселення Великого князівства Литовського, що згадується в історичних документах. Засноване в 1420-х роках Василем Острозьким військовим діячем ВКЛ руського (українського) походження. Населення поселення складалося з переселенців із міста Кам'янець-Подільський, що були запрошені Василем Острозьким. Після захоплення земель Північного Причорномор'я Османською імперією в кінці 15 століття згадки про Балабки зникають. За припущенням дослідників Балабки існували на території сучасного села Барабой, село засноване в 1794 році і назване по назві річки, що імовірно є видозміненою турками назвою «Балабки».